# Admonter Reichenstein
L'Admonter Reichenstein est une montagne autrichienne située dans le massif des Alpes d'Ennstal dans le land de Styrie. Il constitue le point culminant et le sommet le plus oriental du parc national de Gesäuse avec une altitude de 2 251 m.

## Topographie
L'Admonter Reichenstein possède trois sommets : l'Admonter Horn (2 184 m), le Reichenstein proprement dit et le Totenköpfl (2 178 m). La montagne est entourée sur tous les côtés par des parois rocheuses raides.